# Лауреатська вулиця (Київ)
Лауреа́тська ву́лиця — вулиця в Голосіївському районі міста Києва, місцевість Пирогів. Пролягає від вулиці Пирогівський шлях до кінця забудови.
Прилучаються вулиці Корінна (двічі) та Солов'їна.

## Історія
Вулиця виникла в 1-й половині XX століття. Сучасна назва — з 1957 року.
У березні — травні 2015 року Київська міська державна адміністрація провела громадське обговорення щодо перейменування Лауреатської вулиці на вулицю Петра Тронька. У результаті Лауреатська вулиця зберегла свою назву,  а найменування вулиця Академіка Тронька отримав безіменний проїзд у цьому ж районі.

## Установи та заклади
- Пирогівське кладовище (буд. № 36)